# Варгас (држава Венецуеле)
Ла Гвајра (шп. Estado La Guaira), раније Варгас (шп. Estado Vargas), једна је од 23 државе у Боливарској Републици Венецуели. Главни град је Ла Гвајра. Ова савезна држава покрива укупну површину од 1.496 км ² и има 342.845 становника (2011).
Држава је ранији назив добила по имену првог председника Венецуеле, Хосе Марија Варгаса. Обухвата приморски регион на северу Венецуеле и у њој се налазе највеће луке и аеродроми у земљи.
Године 1999. држава Ла Гвајра је претрпела велике поплаве и клизишта, што је изазивало велике губитке живота и имовине. То је доволо до принудног кретања становништва у друге државе, јер су неки мањи градови потпуно уништени.

## Галерија
- Поглед на град у Ла Гвајри након катастрофалне поплаве
- Плаже у Ла Гвајри
- Аеродром "Симон Боливар" у Ла Гвајри
- "Дивљи град" у Ла Гвајри